# La muerte de Iván Ilich
La muerte de Iván Ilich (en ruso: Смерть Ивана Ильича, Smert Ivana Ilichá), publicada por primera vez en 1886, es una novela corta (en ruso, póvest) del escritor ruso León Tolstói. Dentro de su bibliografía, se encuentra hacia el final de su producción. Para algunos analistas de la obra de Tolstói, esta historia reflejaría las luchas intelectuales y espirituales que poco tiempo atrás el autor había atravesado, en la crisis que tuvo cuando alcanzó los 50 años y que superaría con un radical cambio espiritual.
Considerada uno de los mejores ejemplos de novela corta, La muerte de Iván Ilich narra la historia de un juez de la alta magistratura en la Rusia del siglo XIX y sus sufrimientos y muerte a causa de una enfermedad terminal. La novela fue aclamada en sendas ocasiones por Vladímir Nabókov y por Mahatma Gandhi como la más grande de toda la literatura rusa.[cita requerida]

## Personajes
- Iván Ilich Golovin (Ilich es un patronímico, el apellido es Golovin): protagonista del relato. Es un funcionario de gran prestigio del Tribunal de Justicia del Imperio Ruso, descrito por Tolstói como "ni tan frío y estirado como el hermano mayor ni tan frenético como el menor, sino un término medio entre ambos: listo, vivaz, agradable y discreto".[3]: 25  A medida que avanza la historia, se vuelve cada vez más introspectivo y emotivo al reflexionar sobre la razón de su agonizante enfermedad y muerte.
- Praskovya Fyodorovna Golovina: esposa de Iván Ilich. Se la caracteriza como una mujer ensimismada y desinteresada por los problemas de su marido, a menos que le afecten directamente.
- Gerasim: es el joven mayordomo de los Golovin. Es el único que ayuda a Iván Ilich a desenvolverse en las acciones cotidianas que no puede hacer por sí mismo debido a su enfermedad, además de consolarlo.
- Pyotr Ivánovich: viejo amigo y colega de Iván Ilich. Estudió Leyes con Iván y es el primero en reconocer su inminente muerte.
- Vasili Ivánovich Golovin: hijo de Iván Ilich. Suele ser llamado por el diminutivo "Vasya".
- Liza: hija de Iván Ilich.
- Petrischev: prometido de Liza.

## Argumento
Al principio de la historia, los funcionarios del tribunal discuten la noticia de la muerte de su colega, Iván Ilich Golovin. Cada uno de ellos reflexiona sobre lo que puede sacar personalmente de esta muerte. Tras subrayar el egoísmo de los "cadáveres vivientes" que pretenden vivir su vida "agradable y decentemente", el autor pasa a un relato detallado y naturalista de la enfermedad y la muerte de Iván Ilich.
Iván Ilich vive una vida despreocupada que "había sido sencillísima y ordinaria, al par que terrible en extremo".: 24  Como todos sus conocidos, se pasa la vida ascendiendo en la escala social. Soportando el matrimonio con una mujer que a menudo encuentra demasiado exigente, se abre camino hasta ser magistrado, gracias a la influencia que ejerce sobre un amigo que acaba de ser ascendido, centrándose más en su trabajo a medida que su vida familiar se hace menos tolerable.
Un día, mientras cuelga las cortinas de su nueva casa, se cae torpemente y se hace daño en el costado. Aunque al principio no le da mucha importancia, empieza a sufrir un dolor en el costado. A medida que aumentan sus molestias, su comportamiento con su familia se vuelve más irritable. Finalmente, su mujer insiste en que visite a un médico. El médico no puede precisar el origen de su malestar, pero pronto queda claro que su estado es terminal (aunque el médico nunca da un diagnóstico definitivo). Enfrentado a su estado terminal, Iván Ilich intenta todos los remedios posibles para curarlo, hasta que el dolor se hace tan intenso que se ve obligado a dejar de trabajar y pasar los días en cama. Aquí se enfrenta cara a cara con su mortalidad y se da cuenta de que, aunque la conoce, no la comprende realmente.
Durante el largo y doloroso proceso de la muerte, Iván Ilich insiste en la idea de que no merece su sufrimiento porque ha vivido bien. Si no hubiera vivido una buena vida, podría haber una razón para su dolor; pero sí lo ha hecho, por lo que el dolor y la muerte deben ser arbitrarios y carecer de sentido. Cuando empieza a odiar a su familia por evitar el tema de su muerte, por fingir que sólo está enfermo y no muriéndose, encuentra su único consuelo en su criado campesino, Gerasim, la única persona en la vida de Iván Ilich que no teme a la muerte, y también la única que, aparte de su propio hijo, muestra compasión por él. Iván Ilich empieza a preguntarse si, de hecho, ha vivido una buena vida.
En los últimos días de su vida, Iván Ilich establece una clara división entre una vida artificial, como la suya, que enmascara el verdadero sentido de la vida y hace temer a la muerte, y una vida auténtica, como la de Gerasim. La vida auténtica está marcada por la compasión y la simpatía, la artificial por el interés propio. Entonces "una fuerza" golpea a Iván Ilich en el pecho y en el costado, y es llevado a la presencia de una luz brillante. Su mano cae sobre la cabeza de su hijo e Iván se compadece de él. Ya no odia a su hija ni a su esposa, sino que siente compasión por ellas y espera que su muerte las libere. Al hacerlo, su terror a la muerte le abandona y, según sugiere Tolstói, la propia muerte desaparece.

## Análisis
El relato, dividido en doce capítulos, gira en torno a Iván Ilich, quien fue educado desde su infancia con las convicciones de poder alcanzar un puesto dentro del gobierno. Poco a poco sus ideales se van cumpliendo, pero se dará cuenta de que su esfuerzo ha sido en vano; al llegar cerca de la posición que siempre soñó, se encontrará con el dilema de descifrar el significado de tanto sacrificio, y de valorar también el malestar reinante en el pequeño entorno familiar que se ha construido.
Un día, se golpea al reparar unas cortinas y comienza a sentir un dolor que lo aqueja constantemente. Dicho golpe es totalmente simbólico; sube a una escalera y cuando está en lo más alto —no solo en la escalera, sino en el estatus que ha tomado en su posición social— cae, y ahí comenzará su declive. Poco a poco, Iván Ilich irá muriendo y planteándose el porqué de esa muerte y de la soledad que lo corroe, a pesar de estar rodeado de personas en el mundo aristocrático que él mismo ha construido.
La muerte de Iván Ilich fue, como su nombre lo indica, una mirada directa a ese vacío que tanta angustia nos reporta la muerte. Sin embargo, la novela también presenta una fuerte crítica al modo de vida en la sociedad rusa aristocrática de aquella época, critica a la vida que se torna mucho más "vívida" cuando, observada en contraste con el negro fondo de la muerte, explica la angustia que es la mentira en una sociedad donde todos quieren negarse a la muerte.
En su lecho de muerte, Iván Ilich intenta analizar su pasado minuciosamente, tras lo cual le entra la duda de si el estilo de vida acomodado y superficial ha sido el correcto. Trata de justificarse ante su conciencia pero a medida que se acerca su muerte deja de justificarse y asume que, a excepción de su infancia, no ha vivido plenamente y que ya no tiene solución: "Tenía la sensación de que su tormento se debía a que le empujaban hacia ese agujero negro y, aún más, a que no podía entrar sin esfuerzo en él. La causa de no poder entrar de ese modo era el convencimiento de que su vida había sido buena. Esa justificación de su vida le retenía, no le dejaba pasar adelante, y era el mayor tormento de todos".: 86–87 

## Interpretación
En 1984, el filósofo y teólogo estadounidense Merold Westphal (1940-) dijo que el relato describe a "la muerte como un enemigo que:
(1) nos lleva a engañarnos a nosotros mismos,
(2) nos roba el sentido de la vida, y
(3) nos pone en confinamiento solitario".
En 1997, el psicólogo Mark Freeman escribió:

Tolstoy's book is about many things: the tyranny of bourgeois niceties, the terrible weak spots of the human heart, the primacy and elision of death. But more than anything, I would offer, it is about the consequences of living without meaning, that is, without a true and abiding connection to one's life.
El libro de Tolstói trata de muchas cosas: la tiranía de las sutilezas burguesas, los terribles puntos débiles del corazón humano, la primacía y la elisión de la muerte. Pero yo diría que, sobre todo, trata de las consecuencias de vivir sin sentido, es decir, sin una conexión verdadera y duradera con la propia vida.

De hecho, el retrato mundano de la vida de Iván Ilich, junto con la dramatización de su larga y agotadora batalla con la muerte, parece reflejar directamente las teorías de Tolstói sobre la vida moral, que en gran medida derivó durante su año sabático de sus obligaciones personales y profesionales en 1877. En sus conferencias sobre literatura rusa, el novelista y crítico de origen ruso Vladimir Nabokov sostiene que, para Tolstói, una vida pecaminosa como la de Iván Ilich es la muerte moral. Por lo tanto, la muerte, el regreso del alma a Dios, es, para Tolstói, la vida moral. Citando a Nabokov:

The Tolstoyan formula is: Ivan lived a bad life and since the bad life is nothing but the death of the soul, then Ivan lived a living death; and since beyond death is God's living light, then Ivan died into a new life—Life with a capital L.
La fórmula tolstoiana es: Iván vivió una mala vida y como la mala vida no es más que la muerte del alma, entonces Iván vivió una muerte en vida; y como más allá de la muerte está la luz viva de Dios, entonces Iván murió a una nueva vida—Vida con mayúscula.

Tolstói luchó mucho con la duda sobre sí mismo y la reflexión espiritual, especialmente cuando se acercaba su propia muerte en 1910. En su libro Una confesión (en ruso: Исповедь, Íspovedʹ) de 1879-1880, Tolstói escribe:

No matter how often I may be told, "You cannot understand the meaning of life so do not think about it, but live," I can no longer do it: I have already done it too long. I cannot now help seeing day and night going round and bringing me to death. That is all I see, for that alone is true. All else is false.
No importa cuántas veces me digan: "No puedes comprender el sentido de la vida, así que no pienses en ello, sino vive", yo ya no puedo hacerlo: ya lo he hecho demasiado tiempo. Ahora no puedo evitar ver el día y la noche dando vueltas y llevándome a la muerte. Eso es todo lo que veo, pues sólo eso es verdad. Todo lo demás es falso.

Esta epifanía causó una importante conmoción espiritual en la vida de Tolstói, llevándole a cuestionar la iglesia ortodoxa rusa, la sexualidad, la educación, la servidumbre, etc. La literatura que Tolstói compuso durante este periodo es una de sus más controvertidas y filosóficas, incluyendo La muerte de Iván Ilich y cuentos como La sonata a Kreutzer y El diablo. Desde un punto de vista biográfico, por lo tanto, es posible interpretar La muerte de Iván Ilich como una manifestación del embrollo de Tolstói con la muerte y el significado de su propia vida durante sus últimos años. En otras palabras, al dramatizar un tipo particular de estilo de vida y su insoportable decadencia, Tolstói imparte su filosofía de que el éxito tal y como lo juzga la sociedad, como el de Iván Ilich, tiene un gran coste moral, y si uno decide pagar este coste, la vida se vuelve hueca, insincera y peor que la muerte.
Ser y tiempo (1927), el magnum opus de Martin Heidegger, se refiere al relato como una ilustración del Ser hacia la muerte.

## Origen
Como a menudo acontece en otras obras de Tolstói, La muerte de Iván Ilich se inspiró en un incidente de la vida real.: 9–11  Iván Ilich Méchnikov (1836-1881) fue presidente de la Cámara del Tribunal de Kiev y fiscal del Tribunal del Óblast de Tula. Gravemente enfermo, Méchnikov asombraba a los que le rodeaban "hablando de la infructuosidad de la vida que había pasado"; finalmente murió de cáncer abdominal. Su hermano menor, el reconocido Iliá Méchnikov, fue quien dio cuenta a Tolstói de los horribles sufrimientos que habían precedido a su muerte.
El relato impresionó tan vivamente a Tolstói que empezó a imaginar una obra en la que el personaje principal fuese un juez de tribunal provincial, un hombre que a la intachable probidad en su profesión agregaba en su vida personal la honradez, la afabilidad y una clara afición al bienestar físico y moral.
La obra, que no habría de ser muy larga, sufrió varias alteraciones e interrupciones durante los dos años que duró su composición. Al principio, Tolstói la concibió como un diario personal que llevaría por título La muerte de un juez. Pero pronto cayó en cuenta que, así pensada, la narrativa tropezaba con inconvenientes insuperables. ¿Cómo era posible que un enfermo agonizante pudiera dejar por escrito constancia de sus padecimientos físicos y espirituales? Así pues, Tolstói decidió redactar la obra en tercera persona, como narrador omnisciente que no sólo percibe los actos visibles de su personaje, sino que bucea en la concinecia de éste y concibe la invisible y compleja trama de su íntimo ser, de su pensar, sentir y, sobre todo, sufrir.